# Cradle of Liberty Council

Le Conseil du Berceau de la Liberté (Cradle of Liberty Council)  (#525) est un conseil appartenant au mouvement des Boys Scouts d'Amérique (Boys Scouts of America) créé en 1996, issu de la fusion du Conseil de Philadelphie (réunissant la ville et le comté de Philadelphie) et du Conseil de Valley Forge (réunissant les comtés de Delaware et de Montgomery).

## Histoire
Le conseil actuel résulte de la fusion de deux conseils préexistants, les conseils de Philadelphie et de Valley Forge. Le Conseil de Philadelphie fut fondé en 1911. En 1913, il ouvrit le premier camp de scouts américains « Treasure Island Scout Reservation » près de Point Pleasant en Pennsylvanie. Deux ans plus tard, le Dr E. Urner Goodman et Carrol Edson fondèrent l'« Ordre de la Flèche » (Order of the Arrow), qui reçut ses premiers membres le 16 juillet 1915. Ce conseil organise le plus ancien rassemblement scout d'Amérique, le « Pèlerinage et Campement de Valley Forge » (Valley Forge Pilgrimage and Encampment)
Le Conseil de Valley Forge fut créé à partir des conseils des comtés de Delaware et de Montgomery lors d'une fusion supervisée par les Boys Scouts d'Amérique (BSA) au cours des années 1950. Son nom lui vient de celui du camp des troupes de Washington lors de l'hiver 1776 - 1777. Le conseil a ouvert son premier camp le « Delmont Scout Reservation » à Green Lane en Pennsylvanie et a acquis du terrain pour ouvrir le « Resica Falls Scout Reservation » à côté de Delaware Water Gap en 1962.
À cause de la migration des populations des villes vers les banlieues et de la difficulté pour les deux conseils de rassembler des fonds pour organiser leurs camps, le BSA suggéra aux instances dirigeantes des deux conseils de fusionner. Le processus démarra en 1993 et fut finalisé en 1996.
Quand deux conseils fusionnent, on leur attribue un nouveau numéro de conseil. Le nouveau conseil garda le numéro de l'ancien Conseil de Philadelphie, le numéro 525.